# Gülitz-Reetz
Gülitz-Reetz è un comune del Brandeburgo, in Germania.

Appartiene al circondario (Landkreis) del Prignitz (targa PR) ed è parte della comunità amministrativa (Amt) di Putlitz-Berge.

## Geografia antropica

### Suddivisioni amministrative
Il territorio comunale comprende 4 centri abitati, nessuno dei quali possiede lo status ufficiale di frazione:
- Gülitz
- Reetz
- Schönholz
- Wüsten Vahrnow

## Società

### Evoluzione demografica
- Sviluppo della popolazione dal 1875 entro gli attuali confini (Linea Blu: Popolazione; Linea puntata: Confronto dello sviluppo della popolazione dello stato del Brandeburgo; Sfondo grigio: Ai tempi del governo nazista; Sfondo rosso: Al tempo del governo comunista)

| Anno | Abitanti |
| ---- | -------- |
| 1875 | 1 276    |
| 1890 | 1 159    |
| 1910 | 1 078    |
| 1925 | 1 109    |
| 1933 | 990      |
| 1939 | 923      |
| 1946 | 1 522    |
| 1950 | 1 381    |
| 1964 | 927      |
| 1971 | 893      |

| Anno | Abitanti |
| ---- | -------- |
| 1981 | 655      |
| 1985 | 621      |
| 1989 | 651      |
| 1990 | 631      |
| 1991 | 611      |
| 1992 | 610      |
| 1993 | 616      |
| 1994 | 612      |
| 1995 | 602      |
| 1996 | 580      |

| Anno | Abitanti |
| ---- | -------- |
| 1997 | 596      |
| 1998 | 612      |
| 1999 | 619      |
| 2000 | 613      |
| 2001 | 612      |
| 2002 | 596      |
| 2003 | 581      |
| 2004 | 579      |
| 2005 | 565      |
| 2006 | 539      |

| Anno | Abitanti |
| ---- | -------- |
| 2007 | 523      |
| 2008 | 523      |
| 2009 | 512      |
| 2010 | 514      |
| 2011 | 475      |
| 2012 | 465      |
| 2013 | 481      |